# 참좁쌀풀
참좁쌀풀(Lysimachia coreana)은 자금우과에 딸린 여러해살이풀이다.

## 생태
한국 고유종으로 경상북도, 강원특별자치도, 경기도의 산이나 들의 습지 그늘진 곳에 난다. 높이는 30-60cm. 전체에 털이 거의 없고, 땅속줄기는 뻗으며, 줄기는 곧게 서고, 길이로 모가 진다. 잎은 마주나며 또는 3장씩 윤생하고 잎자루가 있다. 넓은 타원형, 긴 타원형, 길이 2.5-9cm, 가장자리에 톱니가 없고, 연한 털이 있다. 꽃은 노란색으로, 줄기 끝 또는 잎겨드랑이에 붙으며, 꽃자루는 가늘고 길다. 꽃받침과 화관은 깊게 5갈래로 갈라진다. 수술은 5개, 암술은 1개, 열매는 삭과로 둥근 모양이다.